# Маурицио Фелуго
Маурицио Фелуго (итал. Maurizio Felugo; Рапало, 4. март 1981) је италијански ватерполиста. У прошлој сезони играо је за италијански клуб Про Реко. Са репрезентацијом Италије освојио је Светско првенство у ватерполу 2011. у Шангају.
На летњим олимпијским играма 2012. године са репрезентацијом Италије освојио је сребрну медаљу, а уврштен је у идеални тим турнира.